# Cissus mexicana
Cissus mexicana là một loài thực vật hai lá mầm trong họ Nho. Loài này được Moç. & Sessé ex DC. miêu tả khoa học đầu tiên năm 1824.